# ألفرد ماري-جين
ألفرد ماري-جين هو سياسي فرنسي، ولد في 15 نوفمبر 1936 في Rivière-Pilote ‏ في فرنسا. نشط حزبياً في Democratic and Republican Left group ‏.

## مناصب
- انتخب نائب فرنسي عن دائرة Martinique's 1st constituency [الإنجليزية]‏ خلال فترته النيابية (20 يونيو 2012 – 20 يونيو 2017).
- انتخب نائب فرنسي عن دائرة Martinique's 4th constituency [الإنجليزية]‏ خلال فترته النيابية [الإنجليزية]‏ (20 يونيو 2007 – 19 يونيو 2012).
- انتخب عضو مجلس جهوي ‏.
- انتخب Mayor of Rivière-Pilote ‏ (21 مارس 1971 – 2000).
- انتخب نائب فرنسي عن دائرة Martinique's 4th constituency [الإنجليزية]‏ خلال فترته النيابية  [لغات أخرى]‏ (19 يونيو 2002 – 19 يونيو 2007).
- انتخب نائب فرنسي عن دائرة Martinique's 4th constituency [الإنجليزية]‏ خلال فترته النيابية  [لغات أخرى]‏ (12 يونيو 1997 – 18 يونيو 2002).